# Dušan Melichárek
Dušan Melichárek, född 29 november 1983, är en tjeckisk före detta fotbollsmålvakt som spelat för bland annat Malmö FF.

## Karriär
Som 16-åring kom Melichárek till FC Zlín och efter två år i klubben gick han vidare till Slovácko (då under namnet 1. FC Synot). I juli 2005 blev Melichárek klar för spel i Mjällby AIF. Han spelade 54 matcher för klubben i Superettan mellan 2005 och 2007.
I februari 2008 lånades Melichárek ut till Malmö FF på ett låneavtal till den 30 juni och därefter med en köpoption. Den 16 juli 2008 blev det en permanent övergång till Malmö FF för Melichárek som skrev på ett kontrakt fram över säsongen 2011.
Den 21 december 2018 meddelade Malmö FF att Melichárek återigen skrivit på för klubben. Denna gång skrev han kontrakt över 2020. Efter säsongen 2020 lämnade Melichárek klubben och avslutade sin professionella fotbollskarriär.

### Webbkällor
- Dušan Melichárek på Svenska Fotbollförbundets webbplats
- Dušan Melichárek på Soccerway (engelska)
- Profil på Malmö FF:s webbplats. Läst 31 januari 2010.